# 少年啊！要光耀耽美
《少年啊！要光耀耽美》（日语：少年よ耽美を描け）是美樹麻樹的四格漫畫。在新書館季刊《UN POCO》Vol.4（2005年12月30日發行）開始連載，至2009年（Vol.17）因《UN POCO》休刊而連載中斷。後在新書館《KAGUYA》恢復連載。
標題旁標著「Boys Be Tambitious」，是來自威廉·史密斯·克拉克的名言「Boys Be Ambitious」（少年要胸懷大志）。單行本第1卷的封面和封底，四位角色擺著與克拉克博士像一樣的姿勢。

## 故事簡介
容貌出色的高中生新葉芹有生以來第一次被女生甩了，而理由居然是她想要把約會的時間花在BL漫畫上。第一次受到這種屈辱的新葉，為了出一口氣，拉朋友們一起作BL創作。但是新葉卻連BL是什麼都不知道。

## 登場角色
新葉芹（あらば せり）
18歲、受歡迎的男生。第一次被女人甩了後就立志成為BL漫畫家。筆名是「鱸魚·荷蘭芹(アラ・パセリ)」。不明原由的自信滿滿，以離奇的構思和毀滅性的畫力為武器，目標是BL界的頂點。
嶺良秀一（ねら しゅういち）
從小和新葉一起長大、戴著眼鏡的男生。學生會長。最早被新葉的BL計畫捲入的人。繪畫雖然比新葉好，但是寫實的素描畫，不是BL向的風格。新葉給他取的筆名是「吉帕帕魔鬼村(チーパッパ魔鬼村)」。
潮迅太郎（うしお じんたろう）
新葉的朋友，業餘樂團的貝斯手。有著最符合BL向的畫風，被新葉以介紹女生為餌擔任作畫。新葉給他取的筆名是「小熊貓HZ(レッサーパンダHZ)」。
小清水詩伸（こしみず しのぶ）
嶺良的學弟，長的像BL漫畫中的天使系美少年。姊控，姊姊是BL漫畫家。擅長處理網點和背景。筆名是｢十六夜雫｣。
小清水詩織（こしみず しおり）
22歲的大學生。詩伸的BL漫畫家姊姊。自我中心的火爆大姊。對新葉的奇想有不錯的評價。筆名是｢ORICO｣。
成坂晴樹（なるさか はるき）
就讀於貴族高中的富二代，新葉的國中同學。由於凡事都想贏過新葉，得知新葉對BL產生興趣後也一頭栽了進去。個性與新葉有相似之處，畫技也頗微妙，因此被嶺良等人評價為「第二個新葉」
仁科涉（にしな わたる）
成坂的同校學弟，漫畫社的第一把交椅。擅長畫美少女，但畫起男性相當敷衍。常被成坂要求幫忙作畫，這時他會叫成坂購買高價商品（通常是週邊）送他才答應。

## 作中作
《年少輕狂》
本作中出現的虛構BL漫畫。

### 登場角色
小林淳平
《年少輕狂》的主角。
原本過着平凡又無聊的日子，但與凪沙相遇後，命運就此改變。
凪沙
魔法國的王子。
為了修行來到日本。從空中掉落的衝擊力，與淳平接吻了。
而這時魔法界發生戰爭，出現了前來奪取他性命的敵人。
伊恩
凪沙敵國的幹部。
是小清水詩織最喜歡的角色，稱之為「小伊恩」。
有另外一個操縱DNA與他容貌相同的角色「梨恩」。
J
凪沙敵國的幹部。
在《年少輕狂》第3卷時，打算殺死淳平成為自己的東西。
麻宮
動畫版的原創角色。
麻宮x伊恩(逆不可)是小清水詩織的本命配對，萌點是鬼畜年下攻、口甜舌滑系及青梅竹馬。
口頭禪是「我要把你們全部作成梅乾！」
因其在動畫中的暴力鏡頭，動畫因而被取消播出。

## 出版書籍
| 卷數 | 新書館         | 新書館                 | 青文出版社    | 青文出版社             |
| 卷數 | 發售日期       | ISBN                   | 發售日期      | ISBN／EAN              |
| ---- | -------------- | ---------------------- | ------------- | ---------------------- |
| 1    | 2007年9月28日  | ISBN 978-4-403-67046-6 | 2009年6月20日 | ISBN 978-986-209-903-2 |
| 2    | 2008年12月24日 | ISBN 978-4-403-67059-6 | 2009年8月13日 | ISBN 978-986-209-946-9 |
| 3    | 2010年6月24日  | ISBN 978-4-403-67095-4 | 2011年1月25日 | ISBN 978-986-256-590-2 |
| 4    | 2011年6月26日  | ISBN 978-4-403-67109-8 | 2012年7月18日 | ISBN 978-986-310-245-8 |
| 5    | 2012年6月23日  | ISBN 978-4-403-67117-3 | 2013年7月15日 | ISBN 978-986-310-686-9 |
| 6    | 2013年10月25日 | ISBN 978-4-403-67148-7 | 2015年1月15日 | EAN 471-8016-01139-7   |
| 7    | 2015年9月25日  | ISBN 978-4-403-67172-2 | 2016年9月25日 | EAN 471-8016-01978-2   |
| 8    | 2018年11月24日 | ISBN 978-4-403-67179-1 | 2021年2月1日  | ISBN 978-986-512-603-2 |

## 外部連結
- （日語）出版社介紹頁